# Enyucado
El enyucado es un postre tradicional de la Región Caribe de Colombia, Panamá y Costa Rica.
Es una torta hecha de yuca, coco, azúcar, mantequilla, anís, una pizca de sal y queso costeño en el caso del Caribe colombiano o queso blanco nacional en el caso de Panamá y Costa Rica.
Según las costumbres y gustos de los comensales, también se le pueden añadir dos yemas de huevo a la masa; otros, en vez de agregar coco rallado incorporan la leche del mismo, o simplemente leche de vaca. Hay quienes se inclinan por agregarle dos o tres cucharadas de harina de trigo a la masa y algunos optan por prescindir del queso costeño o queso blanco nacional, según sea el caso.